# Туризам у Уганди
Уганда, званично Република Уганда је држава у источној Африци, без излаза на море. Граничи се на северу са Јужним Суданом, на истоку са Кенијом, на југу са Танзанијом, на југозападу са Руандом и на западу са ДР Конгом. Велики део територија сачињава Језеро Викторија. Име јој долази од древног краљевства Буганда које је садржавало већи део земље у прошлости, укључујући главни град Кампалу. Туризам је једна од главних привредних грана, у чијем сектору ради велики број људи, а он донесе 4,6 билиона угандских шилинга.
Запошљавањем у туристичком сектору Уганде, смањен је број сиромашних људи. Туристичке компаније запошљавају људе као секретаре, водиче у рачуновође, а и као продавце који продају традиционалну одећу, ручно рађене предмете и многе друге ствари. У Уганди је добро развијен и интернет туризам, где се могу резервисати путовања и смештај за већину природних атракција у земљи.
Туристичке атракције укључују националне паркове, природне резервате, историјске локације и природне тропске шуме.

## Историја
Крајем шездесетих година 20. века Уганду је посећивало 100.000 страних туриста годишње. Туризам је био четврти извор прихода у читавој земљи. Туристична индустија знатно је опала седамдесетих година због политичке нестабилности. До касних осамдесетих година политичка ситуација у Уганди се стабилизовала и услови за инвестиције и улагање у туризам постали су погоднији. Ипак, губици великог броја животиња у раније популарним националним парковима, као што су Национални парк Мурчисон и Краљица Елитабета, спречили су ове паркове да буду конкуренција сличним туристичким атракцијама у Кенији и Танзанији. Због губитака фауне, туристичке агенција Уганде су уместо тога промовисале своје тропске пуме. Ипак, због очувања и заштите Националног парка Бвинди, који је дом за 300 планинских горила, од укупно 600 у читавом свету, туризам је почео знатно да се развија на овом подручју, а људи из читавог света долазили су да виде ове животиње.
 У октобру 2014. године, Министарво туризма, дивљине и историјског наслеђа Уганде објавило је план за развој туризма у периоду од 2014—2024. године, уз подршку Светске туристичке организације Уједињених нација и Програма Организације уједињених нација за развој. У састав стратегије о развоју туризма ушла је и подела државе на неколико географских подручја.

## Број туриста
Тренутно, Министарство туризма, дивљине и историјског наслеђа и Туристички одбор Уганде одржавају информације и праве статистике о броју туриста на простору државе. Почело је да се улаже у туризам, нарочито у туристичке смештаје, што је изузетно побољшало искусва туриста у земљи, као и њихов број.
Развијају се авантуристични, културни и екотуризам. Око три четвртине угандских туриста долазе из других афричких земаља. Становници Кеније, која се граничи са Угандом чине половину свих туриста у земљи. Број посетилаца из Танзаније, Руанде, Демократске Републике Конго и Судана је прилично низак.
Уганда је од стране сајта lonelyplanet.com проглашена међу 10 најбољих туристичких предела света, 2012. године.
Државе из којих је долазило највише туриста 2013. године:
| Позиција | Држава               | Number  |
| -------- | -------------------- | ------- |
| 1        | Кенија               | 380,614 |
| 2        | Руанда               | 280,431 |
| 3        | Танзанија            | 74,485  |
| 4        | Сједињене Државе     | 56,766  |
| 5        | ДР Конго             | 49,925  |
| 6        | Уједињено Краљевство | 43,009  |
| 7        | Јужни Судан          | 38,538  |
| 8        | Бурунди              | 34,115  |
| 9        | Индија               | 28,647  |
| 10       | Јужна Африка         | 21,184  |

## Национални паркови
На простору Уганде постоји 10 националних паркова и ону су главне туристичке атракције у земљи. У периоду од 2006—2013. године, најпосећенији национални паркови Уганде били су Национални парк Краљица Елизабета и Кабарега водопади. Укупно у овом периоду забележено је више од милион посета, највише 2013. године, када су страни туристи остварили 213,950 посета у 10 националних паркова земље.

### Национални парк Кабарега водопади
Кабарега водопади налазе се у оквиру истоименог националног парка, а са њим управља Управа за дивљи свет Уганде. Налази се на северозападу земље, а протеже све до Албертовог језера, односно до реке Бели Нил.
Површина националног парка је 3,893 km², а он је основан 1952. године, законом британске администрације о националнм парковим у Уганди. Парк се протеже се кроз рејона Булиса, Ноја, Кириандонго и Масинди. Ово је уједно и највећи национални парк Уганде, а на простору њега пописано је 76 врста сисара и 450 врста птица.

### Национални парк Краљица Елизабета
Национални парк Краљица Елизабета је најпосећенији национални парк Уганде. Стациониран је у Западној регији, а његова површина је 1,978 km². Североисточно границу парка чини град Касесе, док се са југоисточне стране налази град Рубирзи. У оквиру парка налази се Марагамамбо шума, а граничи се са резерватима природе Кигези и Камбура, као и Националним парком Кибале, док се са источне стране граничи са Националним парком Вирунга, који је стациониран у Демократској Републици Конго.
У парку се налази Џорџово и Едвардово језеро. Парк је основан 1952. године као Казинга Национални парк, а име је добио по краљици Елизабети, након што га је она посетила. У парку је пописано 95 врста сисара и преко 500 врста птица.

### Национални парк Кидепо долина
Национални парк Кидепо долина стациониран је у Карамоџи, у североистичном делу Уганде. Парк је основан као природни резерват 1958. године, а као национални парк 1962. године. У парку постоји велики број жирафа, а његово разгледање могуће је возилима која превозе туристе кроз западне и јужне делове парка. Кидепо долина налази се на надморској висини између 900 и 1200 м. Парк води угандска Управа за дивљи свет Уганде.
Парк је 2010. године посетило 3208 посетилаца, док је 2013. године у парку боравило 2890 туриста.

### Национални парк Језеро Мбуро
Национални парк Језеро Мбуро стациониран је у западном делу Уганде у Кирухура рејону. Површина парка је 260 km², а у њему су пописани сисари као што су зебра, нилски коњ, импала, афрички леопард, афрички биво, шакал и многи други.

На простору парк асе налазе кампови и шатори за туристе. Године 2009. Управа за дивљи свет Уганде, која руководима парко, објавила је планове за уврођење балона у парку, како би туристи могли из висина да посматрају парк. Статус националног парка добио је 1983. године.

### Национални парк Планине Рувензори
Национални парк Планине Рувензори једно је од подручја Уганде која се налазе на Унеско листи Светске баштине. Простире се на површини од 1000 km², а добио је име по истоименој планини Рувензори која се налази у оквиру парка. На простору парка налази се велики број слапова и језера, а познат је по великом броју биљних врста.
Парк је онован 1991. године, а под заштиту Унеска доспео је 1994. године због његових природних лепота. Парк настањује велики број ендемичних биљних врста, а пописан је 89 врста птица, 15 врста лептира и четири врста примата. У оквиру националног парка постоји неколико хотела и места за преноћиште, као и кампова.

### Национални парк Бвинди
Национални парк Бвинди је парк у југозападном делу Уганде. Парк је део шуме Бвинди и стациониран је на граници са Демократском Републиком Конго, а у његовој неспоредној близини налази се и Национални парк Вирунга. Простире се на површини од 331 km², а у њему се налазе монтанске и ниске шуме, које су изузетно неприступачне. Парк је део Унеска Светске баштине.
Разноликост врста карактеристике су овог парка. Станиште је за 120 врста сисара, 348 врста птица, 200 врста лептира, 27 врста жаба, а настањују га и камелеони, гекони и многе друге угрожене врсте.
Парк има једне највећи број врста шуам од свих осталих у источној Африци, са више од 1000 цветних биљних врста, 163 врста стабала и 104 врста папрати. На простору нижих надморских висина налазе се две угрожене врсте биљака — Lovoa swynnertonii и Brazzeia longipedicellata.
Парк је станиште за врсту Colobus, шимпанзе и велики број птица као што су кљунорози и туракои. Настањује га 400 бвинди горила, што је половина светске популације угрожених врста планинских горила. Постоји 14 група горила које туристи могу видети, у секторима Бухома, Рухија, Рушага и Никито, а сви су под управом Угандске управе за дивље животиње.

### Национални парк Мгахинга
Национални парк Мгахинга стацониран је у Кисоро рејону, југозападу Уганде. Површина парка је 33,7 km². Овај парк, заједно са Националним парком Бвинди, једино је место где су планинске гориле заштићене. Парк је основан 1991. године.
Велики број туристичких агенција сарађује са Управом за дивљину Уганде, која руководи парком. Посетиоци парка су највише заинтересовани да виде планинске гориле, вулкане, а у понуди постоји и туристичко разгледање мајмуна.

### Национални парк Семлики
Национални парк Семлики је један од националних паркова Уганде у Бундибугјо дистрикту на западу земље. Статус националног парка добио је у октобру 1993. године и један је од новијих паркова Уганде. У оквиру парка налазе се тропске кишне шуме, једине у источној Африци. Ова област једна је од најбогатијих у Африци по цвећу и разликама у фауни, а постоји и велики број врста птица. Парком управља Угандска управа за дивље животиње.
Семлики се налази на Угандској граници са Демократском Републиком Конго. Планински венац Рувензори налази се на југоистоку парка, а Албертово језеро на западном делу парка. Парк лежи унутар Албертовог рифта и западног дела Источноафричког рифта. Парк се налази на надморској висини од 660 до 760 м. Границе парка чине истоимена река Семлики и река Ламија, које су дом и место за храњење многих животиња. У оквиру парка налазе се два топла извора воде, а један од њих зове се Мумбуга и подсећа на гејзир, јер избацује воду 0.5 м у висину. Ови врели извори привлаче велики број птица и они су извор соли за многе животиње. Статус националног парка добио је у октобру 1993. године.

### Национални парк Кибале
Национални парк Кибале налази се у јужном делу Уганде, а у њему се налазе зимзелене кишне шуме које су заштићене. Површине је 776 km², а његова надморска висина креће се од 1100 до 1600 метара. Иако се на простору парка налази првенствено зимзелене кишна шума, парк је богат разноврсним пејзажима. Кибале је један од последњих преосталих подручје који садржи ниске и планинске шуме на малом простору. У источној Африци парк је једини предео који садржи предпланинске шуме.
Парк је отворен 1932. године, а формално успостављен 1993. године, како би се заштитило велико подручје шума, којима су претходно управљали надређени за шумске резервате. Парк формира континуирану шуму заједно са Националним парком Краљица Елизабета, а они су повезани коридором дуже 180 km. Кибале је важан простор где је развијен еко-туризам, сафари дестинација, а настањују га шимпанзе и 12 других врста примата. На простору парка налази се постројење Биолошког Универзитета Макерере.
На простору Националног парка Кибале налази се 13 врста примата, највише се проучава обична шимпанза, као и неколико врста мајмуна. Пописане звери у парку укључују врсте као што су афрички леопард, афричка златна мачка, сервал, неколико врста мунгоса и две врсте видре. На простору парка постоји 325 врста птица.

### Национални парк Планина Елгон
Национални парк Планина Елгон налази се северозападно од Викторијиног језера. Парк покрива површину од 1279 km², а налази се на самој граници Уганде и Кеније, протеже се кроз обе земље. Статус националног парка у Кенији добио је 1968. године, а у Уганди 1992. године. Назван је по истоименој планини Елгон, а њиме управљају кенијска и угандска управа за дивљи свет.
На простору парка пописано је 144 врсте птица, велики број сисара као што су антилопа, дујкер и многи други. Један је од најмање посећених паркова Уганде.

### Статистике
Табела приказује број посетилаца у сваком националном парку, у периоду од 2006—2013. године.
| Национални паркови                | 2006    | 2007    | 2008    | 2009    | 2010    | 2011    | 2012    | 2013    |
| --------------------------------- | ------- | ------- | ------- | ------- | ------- | ------- | ------- | ------- |
| Национални парк Кабарега водопади | 26,256  | 32,049  | 35,316  | 39,237  | 53,460  | 56,799  | 60,803  | 70,799  |
| Национални парк Краљица Елизабета | 43,885  | 51,749  | 53,921  | 62,513  | 76,037  | 88,407  | 58,172  | 69,193  |
| Национални парк Кидепо долина     | 959     | 795     | 1,633   | 2,924   | 3,208   | 2452    | 2300    | 2890    |
| Национални парк Језеро Мбуро      | 12,508  | 14,264  | 16,539  | 17,521  | 20,966  | 20,864  | 22,927  | 14,068  |
| Национални парк Планине Рувензори | 948     | 1,583   | 2,020   | 1,281   | 1,529   | 1,798   | 1,663   | 2,724   |
| Национални парк Бвинди            | 10,176  | 9,585   | 10,362  | 11,806  | 15,108  | 16,997  | 18,259  | 21,695  |
| Национални парк Мгахинга          | 2,071   | 2,676   | 3,303   | 1,886   | 3,328   | 7,661   | 2,497   | 8,951   |
| Национални парк Семлики           | 1,942   | 1,342   | 1,732   | 2,701   | 3,393   | 3,152   | 3,591   | 5,752   |
| Национални парк Кибале            | 6,969   | 7,651   | 7,383   | 7,799   | 9,482   | 7,530   | 10,372  | 15,782  |
| Национални парк Планина Елгон     | 2,964   | 3,472   | 3,708   | 2,943   | 2,660   | 2,334   | 1,565   | 2,096   |
| Укупно                            | 108,678 | 125,166 | 135,917 | 150,611 | 189,171 | 207,994 | 182,149 | 213,950 |

## Резервати природе и посматрање птица
Посматрање птица и других животињских врста, једна је од најпопуларнијих туристичких активности у Уганди. Животиње попут лавова, бивола, жирафа, антилопа и слонова су уобичајене у свих десет националних паркова Уганде. Уједно, Уганда је једна од само десет земаља где је могуће видети угрожену врсту планинских горила.
Планинске гориле могуће је видети у Бвинди и Магахинга националним парковима. У Бвиндију, посетиоцима је дозвољено да посматрају гориле од априла 1993. године.

## Вожња чамцем и водени спортови
Уз своју главну атракцију у Африци као што су Велика језера, Уганда има велики број језера и река која су популарна туристичка места. Сплаварење, вожња кајаком и рафтинг популарне су активности у Уганди, нарочито у брзацима близу извора реке Нил.
Вожња чамцима могућа је на великом броју језера и река укључујући језера Мбуро, Викторијино језеро, Буњони, канал Казинга и реку Нил, где је могуће видети велики број биљака, крокодиле, разве врсте птица које насељавају обале водених подручја.
Спортски риболов је једна од омиљених туристичких активности. Рибе попут нилског гргеча и тилапије могу се ловити у језеру Мбуро и реци Нил, само са дозволом.

## Планинарење
Уганда има велики број планина и развијени планински туризам, који омогућава планинарење у готово свим пределима, као и шетње у природи до многих планинских врхова. Планине Рувензори које се налазе на угандској граници са Демократском Републиком Конго укључују планину Маргхерита висине 5109 м која је навећа планина у Африци. Национални парк Мгахинга такође обухвата три планинска врха: Гахинга, Сабино и Мухавра, највиши врх у Националном парку Планина Елгон, где је посебно развијен планински туризам и могуће планинарење и пењање на стене.

## Галерија
- Острво Долве
- Језеро Кигер
- Споменик Сименоу Лоурделу
- Катедрала у Лубаги
- Твекобе резиденција